# Hipolyt Estenský
Hipolyt I. Estenský nebo Ippolito I. d'Este (10. března 1479, Ferrara – 3. září 1520, Ferrara) byl italský římskokatolický kardinál a ostřihomský a milánský arcibiskup. Patřil ke šlechtickému rodu d'Este.

## Životopis
Narodil se ve Ferraře jako syn vévody Herkula I. Estenského a Eleonory Aragonské. Od svého narození byl vzdělávaný pro církevní kariéru. Roku 1485 v šesti letech byl už v čele opatství. O dva roky později, díky jeho tetě Beatrix Aragonské (vzala si uherského krále Matyáše Korvína), byl jmenován ostřihomským arcibiskupem. Volbu papež Inocenc VIII. uznal až v Hipolytových osmnácti letech, ten do té doby studoval u uherského dvora.
Po Matyášově smrti často cestoval do Itálie. Při jedné z cest, ho papež Alexandr VI. (20. září 1493) jmenoval kardinálem. O tři roky později se do Itálie vrátil. Spolu s 250 lidmi utekl do Říma před morem, který zasáhl Uhersko. Roku 1497 byl jmenovaný milánským arcibiskupem. Později se přestěhoval do Říma odkud arcibiskupství řídil přes faráře. Podle soupisu daní papežské kurie z roku 1500 byl Hipolyt jejím pátým nejbohatším členem.
Jeho vliv dále rostl, když si jeho bratr Alfons vzal Lukrécii Borgiovou, dceru papeže Alexandra VI. Díky tomu byl jmenovaný arcipresbyterem baziliky svatého Petra. V Římě zůstal do 15. února 1503. Po Alexandrovy smrti ho nový papež Pius III., jmenoval biskupem ferrarským. Kvůli neshodám s dalším papežem Juliem II. opustil roku 1507 kurii. V roce 1509 vedl úspěšnou vojenskou výpravu na znovu získání oblasti Polesine, kterou rod Estenských prohrál ve válce s Benátkami. Vyhrál rozhodující bitvu u Pollesela.
Hipolyt poté opět odešel do Uherska. V roce 1519 přenechal arcibiskupství milánské svému synovci Hipolytovi II., synovi Lucrezie Borgie, vévodkyně z Ferrary. Zemřel při své poslední návštěvě Itálie po zažívacích problémech po konzumaci humrů. Pohřbený byl ve ferrarské katedrále. Všechen jeho majetek, asi 200 000 dukátů, zdědil Alfons I.
Hipolyt měl dvě nelegitimní děti. Byl známým mecenášem umění. Mezi jeho svěřence patřili například básník Ludovico Ariosto a architekt Biagio Rossetti.